# Albert Forzy
Albert Forzy, né le 15 janvier 1856 à Launoy (Aisne) et mort le 19 avril 1930 à Coucy-le-Château-Auffrique (Aisne), est un homme politique français.

## Biographie
Propriétaire terrien, il est maire de Bassoles-Aulers en 1885, conseiller d'arrondissement en 1895 et conseiller général du canton de Coucy-le-Château-Auffrique en 1900. Il est député de l'Aisne de 1912 à 1914, puis de 1919 à 1928, siégeant à droite, au groupe de l'Entente républicaine démocratique. 